# Tháng 11 năm 2006
Trang này liệt kê những sự kiện quan trọng vào tháng 11 năm 2006.

## Thứ tư, ngày1 tháng 11
- Hassan Nasrallah, Tổng thư ký Hezbollah, nói đang đàm phán với Israel về việc trao đổi những tù binh bị bắt trong vụ Zar'it-Shtula vào đầu Xung đột Israel-Liban.
- Tại Viên (Áo), Liên đoàn Lao động Thế giới và Liên hiệp Quốc tế các Công đoàn Tự do hợp nhất thành Liên hiệp Công đoàn Quốc tế, đại diện cho 166 triệu thành viên.
- Chính phủ Uganda và những người nổi dậy trong Quân đội Kháng chiến của Chúa đồng ý ngừng bắn khi cuộc đàm phán tiếp tục tại Juba (Sudan).
- Venezuela và Guatemala rút tên ứng cử khỏi cuộc bầu cử cho một ghế không thường trực trong Hội đồng Bảo an Liên Hợp Quốc và đồng ý ủng hộ Panama sau 47 vòng bỏ phiếu.

## Thứ năm, ngày2 tháng 11
- Tạp chí khoa học Science xuất bản bài dự đoán rằng sẽ không còn nơi đánh cá thương mại thành công vào năm 2048 do đánh cá quá mức sinh sản, ô nhiễm, và những nhân tố môi trường khác.
- Iran phóng lên hàng chục tên lửa không nổ để bắt đầu 10 ngày tập trận giả.

## Thứ sáu, ngày3 tháng 11
- Ngô Thục Trân, Đệ nhất Phu nhân của Trung Hoa Dân Quốc, bị buộc tội tham nhũng, nhưng Trần Thủy Biển chưa bị buộc tội vì đang là tổng thống.
- Hội nghị các Người thống trị bầu Quốc vương Mizan Zainal Abidin của Terengganu làm Quốc vương Malaysia (Yang di-Pertuan Agong); nhiệm kỳ bắt đầu ngày 13 tháng 12 năm 2006.

## Thứ bảy, ngày4 tháng 11
- Tổ chức Giải vô địch bi-a 9 bi thế giới 2006 tại Manila (Philippines).

## Chủ nhật, ngày5 tháng 11
- Cựu Tổng thống Iraq Saddam Hussein bị tòa tại Baghdad xử là có tội ác với nhân loại và bị kết án tử hình treo cổ.
- Phần lớn Tây Âu bị cúp điện khi hai dây truyền điện áp cao tại Đức bị hư hỏng, làm bị cúp điện tại Pháp và những nước chung quanh.

## Thứ ba, ngày7 tháng 11
- Việt Nam gia nhập Tổ chức Thương mại Thế giới, trở thành thành viên thứ 150 của tổ chức này.
- Cử tri Hoa Kỳ tham gia cuộc tổng tuyển cử.
- Emomali Rahmonov được bầu lại vào chức vụ Tổng thống Tajikistan 7 năm nữa với đa số hơn 79%.
- Daniel Ortega được bầu vào nhiệm kỳ Tổng thống Nicaragua thứ hai.

## Thứ tư, ngày8 tháng 11
- Sau cuộc tổng tuyển cử tại Hoa Kỳ, đảng Dân chủ đã giành quyền kiểm soát cả Hạ và Thượng Nghị viện.
- Bộ trưởng Quốc phòng Hoa Kỳ Donald Rumsfeld từ chức và cựu Giám đốc Cục Tình báo Trung ương Robert Gates sẽ kế nhiệm nếu được Thượng Nghị viện phê chuẩn.
- Trần Phùng Phú Trân của Hồng Kông kế nhiệm Lý Chung Úc làm Tổng Giám đốc Tổ chức Y tế Thế giới.
- Hội đồng Tối cao Kyrgyzstan thông qua hiến pháp mới.
- Windows Vista, hệ điều hành mới của Microsoft, được phát hành cho hãng chế tạo.

## Thứ năm, ngày9 tháng 11
- Bác sĩ Mahathir Mohamad, cựu Thủ tướng Malaysia, bị đưa vào bệnh viện sau khi bị nhồi máu cơ tim.
- Pháp thử phóng lên tên lửa hạt nhân M51 thành công lần đầu tiên.

## Thứ sáu, ngày10 tháng 11
- Tàu vũ trụ Cassini của NASA chụp hình xoáy thuận ở cực nam của Sao Thổ, lần đầu tiên thấy xoáy thuận trên hành tinh khác.

## Thứ bảy, ngày11 tháng 11
- Chính phủ Turkmenistan khám phá ra mỏ dầu "siêu khổng lồ" có 7.000 tỷ m³ khí thiên nhiên.

## Chủ nhật, ngày12 tháng 11
- Hội nghị Cấp cao của Diễn đàn Hợp tác Kinh tế châu Á – Thái Bình Dương (APEC) khai mạc tại Hà Nội (Việt Nam).

## Thứ hai, ngày13 tháng 11
- Cử tri Nam Ossetia biểu quyết ly khai khỏi Gruzia với 98–99% số phiếu tán thành, nhưng Nga và các nước phương Tây không nhận kết quả của cuộc trưng cầu dân ý này.
- Sun Microsystems phát hành ngôn ngữ lập trình Java dưới Giấy phép Công cộng GNU.

## Thứ ba, ngày14 tháng 11
- Cuộc hội họp của Hội đồng Tư vấn Doanh nghiệp APEC (ABAC) khai mạc tại Hà Nội (Việt Nam).
- Nghị viện Cộng hòa Nam Phi hợp pháp hóa hôn nhân đồng tính.

## Thứ tư, ngày15 tháng 11
- Joseph Kabila thắng cử Tổng thống CHDC Congo.

## Thứ năm, ngày16 tháng 11
- Ségolène Royal được đảng Xã hội chủ nghĩa đề cử cho Tổng thống Pháp trong cuộc bầu cử năm tới; bà là phụ nữ đầu tiên của một đảng lớn ra ứng cử cho chức vụ này.
- Nancy Pelosi được đảng Dân chủ nhất trí biểu quyết làm nữ Chủ tịch Hạ viện Hoa Kỳ đầu tiên.

## Thứ sáu, ngày17 tháng 11
- Tổng thống Nursultan Nazarbayev của Kazakhstan kêu gọi chính phủ đổi bảng chữ cái của tiếng Kazakh từ chữ Kirin thành chữ Latinh.

## Chủ nhật, ngày19 tháng 11
- Tổng Thư ký Liên Hợp Quốc Kofi Annan cảnh cáo các nước giáp Somalia đừng can thiệp vào Nội chiến Somalia.
- Hội nghị thượng đỉnh APEC kết thúc tại Hà Nội (Việt Nam) với sự hiện diện của nhiều nhà lãnh đạo.
- Ấn Độ thử phóng lên một tên lửa đất đối không Prithvi có khả năng chở vũ khí hạt nhân.
- Hội nghị thượng đỉnh G20 tại Melbourne (Úc) kết thúc sau khi thảo luận về toàn cầu hóa và hiệu ứng nhà kính.

## Thứ hai, ngày20 tháng 11
- Sở giao dịch chứng khoán NASDAQ tại Mỹ muốn trả 2,7 tỷ bảng Anh để mua Sở giao dịch chứng khoán Luân Đôn.

## Thứ ba, ngày21 tháng 11
- Chính phủ Nepal và đảng Cộng sản Nepal (phái Mao) ký hòa ước để kết thúc Nội chiến Nepal.
- Hiệp hội quốc tế ký thỏa thuận chính thức bắt đầu ITER, dự án để xây lò phản ứng tổng hợp hạt nhân.
- Bộ trưởng Công nghiệp Liban Pierre Amine Gemayel của đảng Kataeb bị ám sát tại Beirut.
- Cựu gián điệp Nga Alexander Litvinenko đang trong tình trạng nguy kịch tại bệnh viện Luân Đôn sau khi hình như bị bỏ chất độc tali.

## Thứ năm, ngày23 tháng 11
- Sau cuộc tổng tuyển cử tại Hà Lan, đảng Xa hội chủ nghĩa dành nhiều ghế trong Quốc hội, nhưng Đảng Dân chủ Thiên Chúa giáo (CDA) vẫn giữ đa số ghế.

## Thứ bảy, ngày25 tháng 11
- Augusto Pinochet "nhận trách nhiệm chính trị vì những gì đã được làm" tại Chile sau khi đảo chính Salvador Allende năm 1973.